# Balade in romance
Balade in romance (1890) so prva samostojna pesniška zbirka Antona Aškerca, po mnenju literarnih zgodovinarjev pa tudi najboljša, ter postavlja temelje takrat šele porajajoče se socialne tematike. 

## Okoliščine nastanka
Aškerca je duhovniški poklic z leti začel zelo omejevati, zato je posvetil  veliko časa svojemu »drugemu poklicu«, pesništvu. Aškerc je bil notranje razdvojen med tradicionalno vero, ki bi se je moral kot katoliški duhovnik držati, in znanstveno miselnostjo. Izpovedoval je resničnost tedanjega časa in je predstavljal vrh slovenskega realizma v pesništvu. Prvo pesem, domoljubno romanco Trije popotniki, je objavil v Dunajskem zvonu leta 1880 pod psevdonimom Gorazd, ki ga, poleg še nekaterih drugih, uporablja tudi pri naslednjih objavah. Pesmi so izhajale v glavnem v Ljubljanskem zvonu, pa tudi v  Kresu in Slovanu. V prvih letih je pisal poleg epskih tudi lirske pesnitve, a ga je urednik Ljubljanskega zvona Fran Levec usmerjal ter spodbujal k pisanju epike. Leta 1888 ga je ostro napadel  Anton Mahnič, kar je bojevitega Aškerca pripravilo do tega, da se je odločil čim prej izdati prvo pesniško zbirko. Za naklado 1200 izvodov je dobil plačilo v višini 500 goldinarjev ter možnost ponatisa. Aškerc se je zelo dolgo odločal o tem, ali naj pesniško zbirko izda pod psevdonimom Gorazd ali z imenom in priimkom, na koncu se je odločil za slednje. V pesniški zbirki je 48 balad in romanc, le tri pesmi predhodno še niso bile objavljene (Uroki, Legenda o toplicah, Prva mučenica). V prvem letu je bilo prodanih samo 500 izvodov, celotna naklada pa šele po dvanajstih letih. Kljub temu založba izpolni obljubo in zbirko z nekaterimi popravki ponovno 

## Vplivi na Aškerca in njegov vpliv
Že kot dijak se je Aškerc navduševal nad Homerjevo epiko. V času šolanja se je seznanil s Kleinpaulovo Poetiko (Poetik:  Die Lehre von der deutschen Dichtkunst) iz katere je črpal navodila o obliki in tematiki. V 7. poglavju tretjega dela Kleinpaul balado in romanco definira kot lirsko-epske krajše pesmi, ki prikazujejo pripovedno snov, pogosto vzeto iz ljudskega izročila pa tudi iz zgodovine in sodobnega življenja. Balado je po vsebini in obliki sorodna angleški, škotski in švedski ljudski poeziji, pogosto se razvija tragično. Če ni v njej nekaj čudežnega, demonskega ali skrivnostnega, mora biti vsaj nenavadno. Pesnik se v baladi ne razkriva, snov prikazuje objektivno z dialogi in monologi. Balada včasih deluje kot drama v treh dejanjih, ki so strnjeni in niso formalno ločeni. Prvo dejanje je uvod v dano situacijo, v drugem se stopnjujeta napetost in dramatičnost, v tretjem sledi presenetljivi konec ali pa idejno sporočilo. Balada ima vrzeli in preskakuje dogodke.
Romanca je po obliki in vsebini podobna južnjaški, zlasti španski poeziji. Ni vedno vesela, lahko je tudi tragična, vendar izraža mir, ima tolažilen, pomirjajoč ton. Pesnikovo stališče izraža z refleksijo, lahko pa njegove ideje sporočajo literarne osebe, zato so njihovi dialogi daljši in manj dramatični kot v baladi. Romanca je tako podobna kratki noveli v verzih. Na koncu Kleinpaul še opozori, da težko najdemo čisto balado ali romanco, so pa vsekakor najboljše tiste, ki vsebujejo nekaj teh temeljnih lastnosti. Aškerc je o baladi bral tudi v Gottcshallovi Poetiki, ki poudarja, naj sodobna neljudska balada obravnava sodobno tematiko in zajema teme iz socialnega in političnega dogajanja, subjekt naj v ospredje ne postavlja svoje sreče, ampak se žrtvuje za neko idejo, lahko gre za politično, moralno, socialno, filozofsko ali nacionalno ideologijo. Aškerc je te sodobne motive povezal tudi z »ljudsko« tematiko (zgodbami, pripovedmi), navezoval se je tudi na druge pesnike: Bürgerja, Mickiewicza, Puškina in Lermontova, poznoromantične in postromantičnie pesnike Leaua, Platena, zlasti pa Heineja in njegovo pesniško zbirko Romanzero. V njej so posamezniki že nosilci ideje in predstavniki liberalne in socialnokritične ideologije. Prebiral je tudi Nekrasova, ki ima socialnokritične epske pesmi in modernizirane balade in romance, kot jih je definiral Gottcshall, stilno pa se je navezoval tudi  na južnoslovanske pesnike (od narodnih pesmi  do Mažuranića). Za upodabljanje teh idej je Aškerc jemal snov is slovenske, slovanske ter svetovne preteklosti in vzroke za aktualne družbene razmere.
Take prenovljene Aškerčeve balade in romance so bile zgled tri leta mlajšemu pesniku in pisatelju Josipu Pagliaruzziju, ki je objavljal pod psevdonimom Krilan. Večino svojih pesmi je objavil v Ljubljanskem zvonu, motive je večinoma črpal iz osvobodilnih bojev balkanskih Slovanov (na primer baladi Smrt carja Samuela in Stara mati). Na Aškerca se je navezovala tudi slovenska nova romantika, predvsem mladi Cankar, predvsem na tisti del, ki sega do Heineja in njegove satirične, kritične in ironične balade in romance.

## Tematika
Na Aškerčevo pestro tematiko so zagotovo vplivala številna potovanja, kjer je lahko stopil v stik z različnimi kulturami (Bosna, Srbija, Praga, Madžarska, Italija, Poljska, Slovaška, Rusija, Egipt, Grčija).  Zelo pogosta je socialna tematika. V nekaterih pesmih prikazuje boj preprostih ljudi (pogosto kmetov, proletarcev) za enakopravnost, spoštovanje ter zmožnosti dostojnega življenja (Stari grad, Stara pravda, Dvorski norec). V nekaterih pesmih izpostavlja moralne vrednote, te pesmi so pogosto refleksivne, v njih se odpirajo vprašanja o smislu življenja, vrednotah, telesni in duhovni ljubezni, veri (Slikarjeva slika, Poroka, Balada o potresu, Čaša nesmrtnosti, Zimska romanca).  Druga zelo pogosta tematika je zgodovinska: tako slovenska (Celjska romanca, Slovenska legenda, Napoleonov večer, Attila in slovenska kraljica) kot tudi slovanska (Svetopolkova oporoka, cikel Stara pravda). V nekaterih baladah obravnava zgodbe ljudskega izročila, najpogosteje gre za pripovedi nenavadnih, grozljivih in fantastičnih dogodkov (Mejnik, Godčeva balada, Uroki, Svatba v Logeh), snov zanje je večkrat vzel tudi iz očetovih pripovedovanj. 

## Pesmi
Slikarjeva slika je v Ljubljanskem zvonu izšla pod naslovom Madona. V pesmi duhovnik in slikar Stanko prenese podobo nezveste ljubice v svojo sliko Marije. Zaradi nemira hodi po svetu, nekoliko se pomiri, ko v samostanu zagleda svojo sliko Madone, vendar pa mu resnični mir prinese samo njegova smrt. V pesmi je prikazan motiv duhovnika, ki mu duhovna ljubezen ne prinese sreče.
Romanca  Anka je posvečena  Anki Pečovnik, učiteljici  ročnih del v šoli v Podseki, kjer je Aškerc poučeval verouk.  Sprva sta živela drug mimo drugega, nato pa sta se spoprijateljila, Aškerc ji je tudi posojal knjige ter časopise, zaradi njegovega duhovniškega poklica je njuno razmerje ostalo na tej ravni. Zelo ga je ganila njena zgodba, po smrti matere jo je namreč očim poslal od doma in morala se je znajti in poiskati službo, da bi lahko preživela.  Gre za socialno romanco, Anka je morala od doma, sedaj pa na poti sprašuje ptice, rože ter potok, zakaj si je zaslužila takšno trpljenje. Zimska romanca, v  Ljubljanskem zvonu naslovljena Tat, prikazuje stisko na podeželju, črpa iz življenja kočarjev v bližini Šmarj. Na sodišču moški pojasni, da ga je v krajo prisila skrajna beda in prosi sodnika, naj zapre še njegove otroke, da bojo na toplem in siti.
Balada o potresu je nastala potem, ko je Mahnič  ostro napadel tematsko zelo podobno Gregorčičevo pesem O nevihti. Verujoča množica ljudi se zberi v cerkvi in moli ter prosi Boga, naj jih obvaruje potresa, vendar pa so potresni sunki vse močnejši, na koncu umrejo pod ruševinami cerkve. Katastrofa je tukaj prikazana še huje kot nevihta v Gregorčičevi pesmi, najhuje pa je , da se dogaja v cerkvi, božji hiši. To pesem sta kritizirala Mahnič in  Lampe, ker naj bi rušila vero v Boga in ga prikazala kot neusmiljenega do svojih vernikov. Deset  let po objavi  je po ljubljanskem potresu napisal pesem Jaz, kjer prekliče obtožbo Boga.  
Čaša nesmrtnosti  je ena izmed dveh nerimanih pesmi v tej zbirki. Motivno je najverjetneje izhajal iz Gregorčičeve pesmi Kupa življenja. Na začetku je motto iz Korana. Mlad kalif Abduraman razmišlja o smrti in kako bi ji ušel. Zdravnik in čarovnik mu ponujata različne napoje, ki ne delujejo. Stari derviš Ali Rašid mladeniču pove, da večno življenje izvira iz dobrih del. 
Brodnik je balada, v kateri  ribič žrtvuje svoje življenje zato, da bi preprečil prihod turških oglednikov na domača tla. Za najvišjo vrednoto, svoj narod, je pripravljen umreti.
List iz Kronike Zajčke (t. j. Žičke)  prikaže razvrat kartuzijanskih menihov v Žički kartuziji v drugi polovici 16. stoletja. Kartuzijanski  prior Marijofil  zapiše svoje doživetje ob  prihod v ta samostan pred tridesetimi leti. Vsepovsod je iskal menihe, ki so veljali za zelo učene, nazadnje jih je našel v vinski kleti, kjer so popivali. Kronist pravi, da je to zelo težko zapisal, vendar je resnica vedno najboljša. 
V Svetopolkovi oporoki je dogajanje postavljeno na Velikomoravsko v drugi polovici 9. stoletja. Kralj Svetopolk, ki je podpiral delovanje Cirila in Metoda, na smrtni postelji prosi svoje tri sinove, naj v času vojne držijo skupaj, saj bojo tako premagali vse. Sinovi so mu prisegli, vendar se po očetovi smrti sprejo, porazijo jih Madžari in Moravska izgubi samostojnost. 
Prva mučenica je podnaslovljena kot staroegiptovska bajka. Mučenica, potem ko jo na grmadi zajamejo plameni, kot feniks vstane iz pepela še lepša in še močnejša. Svojim krvnikom se posmehuje in jim ponosno pove, da je zmagala zato, ker je nosilka svobodne ideje. Navdih za to temo bi Aškerc lahko dobil v usodi na grmadi umrlega Giordana Bruna, ki je menil, da je svobodna misel najmočnejše orožje. Aškerc mu je ob tristoletnici njegove smrti v Ljubljanskem zvonu (1900, številka 3) pod psevdonimom Sempronio Avanti posvetil spominski članek, v katerem ga je označil kot mučenika znanstvene in filozofske svobodne misli.
Slovenska legenda opisuje prihod slovenske duše Primoža Trubarja v nebesa, saj si je to mesto zaslužila zaradi bogoslužja v slovenskem jeziku. Aškerc v tej pesmi slavi protestantizem.
Cikel desetih pesmi Stara pravda, ki jih je Aškerc v objavi v Ljubljanskem zvonu podnaslovil kot venec balad, prikazuje zgodovinske dogodke vseslovenskega kmečkega upora (1515) in hrvaško-slovenskega (1573). Prikazano je trpljenje ljudi, kmetov ter nasilje oblasti, krutost graščakov, slog je izredno dramatičen, zgodba je podana zgoščeno. Prvi del se začne s  prerokbo, ki napoveduje boje, nato je prikazana želja po narodni osvoboditvi (Kralj Matjaž), konča pa se z maščevanjem nad zatiranci (Zmaj). Drugi del prikazuje slovenski kmečki upor, najprej z opravičevanjem razloga zanj (Pred cesarjem), nato sam upor tlačanov in njihov napad na fevdalca (Tlaka), na koncu pa boj in poraz kmetov (Boj pri Brežicah). Sedma pesem Knežji kamen je vez med slovenskim in hrvaško-slovenskim uporom. Zadnje tri pesmi opisujejo hrvaško-slovenski kmečki upor, najprej prikazujejo tabor upornikov, v Stavi sta posredno prikazana boj in poraz. V zadnji pesmi je prikazano usmrtitev vodje upora, Matije Gubca v Zagrebu: ogrnejo ga s škrlatom ter mu dajo v roko dajo razbeljeno žezlo, na glavo pa krono. 

## Kritike
Aškerčevega  najostrejšega kritika Antona Mahniča je motilo naturalistično in nihilistično prikazovanju življenja, negativen prikaz Boga in izbira zločincev za literarne osebe, kar se zlasti za duhovnika ne spodobi. V pesmi Anka ga je zmotilo, da se Anka s svojo prošnjo ne obrne na Boga, ampak se raje zaupa naravi. O Baladi o potresu je menil, da je Aškerc prikazal Boga kot neusmiljenega, ki vdane vernike pokoplje pod ruševinami cerkve. V Celjski romanci ga moti  prešuštvo meniha, v Iz kronike Zajčke pa njihovo pijančevanje. Na to kritiko je Aškerc odgovoril s pesmijo Firduzi in derviš, kjer fanatični derviš Mahmud (Mahnič), kritizira Firduzijevo (Aškerc)  pesnenje. Na Mahniča se je odzval tudi Janko Kersnik, ki je menil, da je Mahnič vse razumel preveč dobesedno: Celjska romanca na humoren način upesnjuje eno izmed variant zgodbe  o uplemenitenju Teharčanov, v pesmi Iz kronike Zajčke pa so menihi prispodoba za vse grešnike, sporočilo pa je, da je kakršnakoli resnica boljša kot laž. Aškerca je postavil ob bok največjim slovenskim literatom: Prešernu, Levstiku, Jenku, Stritarju in Gregorčiču. Frančišek Lampe  je bil manj kritičen kot Mahnič, pohvalil je Staro pravdo, zmotil pa ga je prikaz duhovnikov ter negativen in žaljiv odnos do krščanstva in Boga v Baladi o potresu in Iz kronike Zajčke.

## Prevodi
Sloveniska ballader. Stockholm, 1901.
Vybor basni Ant. Aškerce. Praga, J. Otto, 1923.
Anton Aškerc, Odabrane pesme. Beograd, Novo pokolenje, 1952.
Ant. Aškerc, Odabrane pjesme. Sarajevo, Narodna prosvjeta, 1954.
Anton Aškerc, Odabrane pjesme. Sarajevo, Narodna prosvjeta, 1955.
Pisma o književnosti u Slovenaca. Beograd, Učiteljska zadruga, 1895.
Pesme domovini. Odabrane strane jugoslovenskih pisaca. Beograd, Državna štamparija, 1938.
S. Cilingirov, Slavjanska antologija, Sofija, S. M. Staikov, 1910.
Ivan Zorman, Slovene (Jugoslav) Poetry. Selected Texts with Translations and
an Introduction. Cleveland, 1928.
Anthologie de la Poesie Yougoslave des XIXe et XX« sicles. Pariz, Delagrave, 1935.
Branimir Zganjer. Izbor iz slovenske lirike. Zagreb, Šolska knjiga, 1953.
Slavische Anthologie. In deutschen Uebersetzungen. Stuttgart, J. G. Cotta, [1895].
Jugoslavische Anthologie. Ziirich,Leipzig und Stuttgart, Rascher et Cie, 1932.
Umberto Urbani, Piccolo mondo sloveno. Mali slovenski svet. Ljubljana, Ljudska knjigarna, 1941.
Versioni, studio introduttivo e notiziebio-bibliografiche a cura di  Roma, Carlo Combo, 1951.
Crnkovič-Tomič: Scrittori jugoslavi. Rijeka, Edit, 1956.